# Голландский Цейлон
Голла́ндский Цейло́н — период истории Шри-Ланки, характеризующийся владычеством Нидерландов над значительной частью территории острова. Его началом считают взятие Коломбо в 1656 году, а окончанием — оккупацию голландских владений английскими и кандийскими войсками во время войн Французской революции.

## Голландское завоевание португальских владений
В 1602 году в Батавии (на острове Ява) была образована Голландская Ост-Индская компания. Португалия, находившаяся в это время под властью испанской короны, участвовала в борьбе против восставших нидерландских провинций, поэтому Голландская Ост-Индская компания стала распространять своё влияние на бывшие португальские колонии и зависимые территории в Юго-Восточной Азии и Африке.
В 1603 году на Цейлоне был убит начальник нидерландской экспедиции вице-адмирал Себальд де Веерт.
В поисках союзников для борьбы с Португалией Голландия поддержала оборонительные усилия Кандийского государства. Переговоры между двумя странами завершились договором о совместных боевых действиях против португальской армии на Шри-Ланке; за это Голландия получила монопольное право закупки кандийской корицы. Узнав о кандийско-голландских переговорах, португальцы начали боевые действия против союзных войск. К 1639 году голландские и кандийские войска отвоевали у португальцев Тринкомали и Баттикалоа; Голландская Ост-Индская компания добилась от Канди права на размещение в них голландских гарнизонов и фактически превратила эти порты в опорные базы своих вооружённых сил на острове. В 1640 году кандийско-голландские силы взяли штурмом Негомбо и Галле на юго-западном побережье острова, где голландцам также удалось утвердить своё военное присутствие.
Падение власти испанских Габсбургов в Португалии и заключение мира между Голландией и Португалией в Европе заставило голландцев нарушить условия договора с кандийской стороной и приостановить дальнейшее наступление на португальские владения на Шри-Ланке. В 1644 году был заключён договор о перемирии, по условиям которого португальская и голландская сторона обязались не возобновлять военных действий на острове и поделить захваченную юго-западную часть Шри-Ланки между собой. В 1645 году договор о перемирии был дополнен подписанием в Галле соглашения, предполагавшего оказание взаимной военной помощи в случае нападения со стороны Канди.
В 1652 году мир между Голландией и Португалией в Европе был нарушен, что послужило сигналом для возобновления военных действий и на Шри-Ланке. Голландцам удалось вновь наладить отношения с Раджасингхой II и с его помощью повести решительное наступление на позиции португальцев. В 1656 году, после семимесячной осады, предпринятой совместно кандийскими и голландскими войсками, сдался Коломбо. Потом голландские войска взяли Джафну, а к затем захватили все опорные пункты португальцев в Индии. В 1658 году пал последний португальский форт в этой части света — Негапатам.

## Голландское управление подконтрольными территориями
Подвластные голландцам территории были разделены на три военно-административные области с центрами в Коломбо, Галле и Джафне, во главе которых стояли чиновники голландской колониальной администрации в чине капитанов. Они подчинялись губернатору, который, в свою очередь, был ответственен перед Советом директоров Голландской Ост-Индской компании в Батавии. Ключевые посты в центральном аппарате власти закреплялись за голландскими колониальными чиновниками, провинциальное же управление было практически полностью сохранено за сингальской и тамильской элитой.
С начала XVIII века в среднем звене колониальной администрации прочное место заняли т. н. бюргеры — потомки от смешанных браков голландцев с представителями местного населения, — ставшие опорой голландских властей. Подобные браки поощрялись Ост-Индской компанией, так как политика привлечения на остров колонистов из метрополии не дала желаемых результатов.
В целях расширения социальной опоры колониального режима голландская администрация осуществляла активную кампанию по распространению христианства. Результатом этой деятельности было создание на Шри-Ланке значительной по числу и влиянию протестантской общины, которую составили бюргеры, сингалы и тамилы, находившиеся на службе в колониальном аппарате и исповедовавшие ранее буддизм и индуизм, а также большинство неофитов-католиков, появившихся на острове в период португальского владычества и перешедших при голландцах в протестантство.
Голландская Ост-Индская компания унаследовала от португальцев все важнейшие торговые монополии — на корицу, перец, кардамон, плоды арековой пальмы. В стране был установлен режим строгого контроля над торговыми операциями местных купцов, обязанных продавать свои товары на склады компании, по сути монополизировавшей закупки экспортной продукции. Основной культурой, выращиваемой на острове, продолжал оставаться рис, но голландские власти, стремившиеся к развитию экспортной торговли, с начала XVIII века стали предпринимать попытки внедрения в сельское хозяйство страны новых, «коммерческих» культур. Наибольший успех имели опыты с разведением кофейного дерева.
Голландская администрация, заинтересованная в преимущественном производстве продукции, идущей на вывоз, была безразлична к условиям самого производства. Превращение Шри-Ланки в важный источник финансовых поступлений в казну Голландской Ост-Индской компании осуществлялось не за счёт изменения организационных форм хозяйствования, а на основе военно-административных мер, предполагавших усиление эксплуатации внеэкономическими методами.

## Взаимоотношения голландцев с государством Канди
Основная часть дикорастущих коричных деревьев была сосредоточена в центральных областях острова, и Голландская Ост-Индская компания стремилась добиться от кандийских правителей права на беспрепятственный сбор с них коры. XVII — середина XVIII века изобиловали военными столкновениями между кандийскими войсками и голландской наёмной армией, и отношения между голландскими губернаторами и кандийскими правителями были крайне напряжёнными. В 1766 году, после очередной попытки голландцев подчинить Канди, между двумя сторонами был заключён договор, согласно которому ряд пограничных областей Кандийского государства переходил во владение Голландской Ост-Индской компании, получавшей также долгожданное право на сбор корицы во внутренних районах. Договор предусматривал установление голландского сюзеренитета над Кандийским государством.

## Британское завоевание голландских владений
В 1795 году Республика Соединённых провинций была завоёвана Францией. Новообразованная Батавская республика выступила на стороне Франции в её войнах с Великобританией. На Шри-Ланке это привело к тому, что англичане, заключившие военный союз с Кандийским государством, к 1796 году захватили все голландские владения на острове.